# Maison de ventes

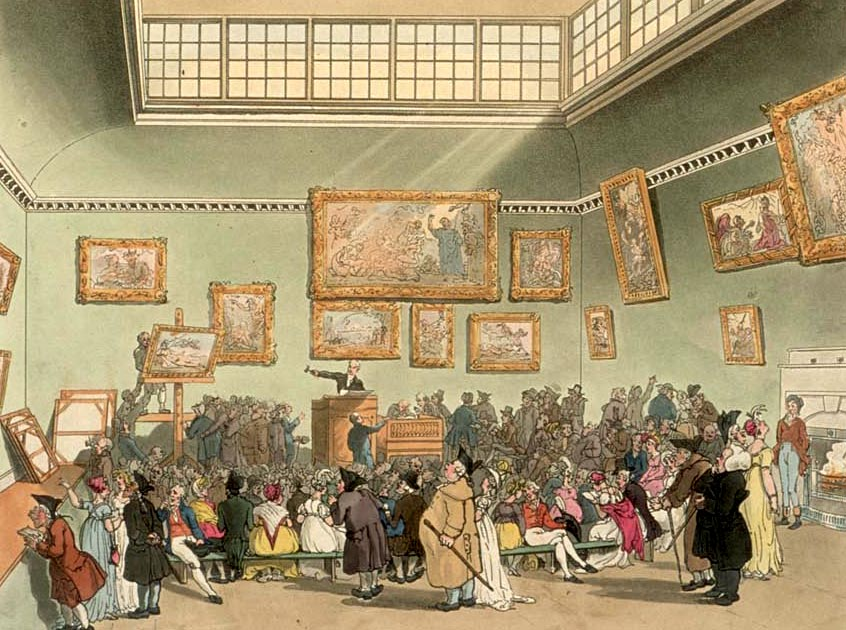
La salle de vente de Christie's, gravure du Microcosm of London (1808).

Dans le marché de l'art, une maison de ventes ou salle de ventes est une institution spécialisée dans l'organisation de ventes aux enchères d'œuvres d'art.

## Histoire
La première maison de vente aux enchères est Sotheby's, fondée en 1744 à Londres et d'abord spécialisée dans la vente de livres manuscrits et imprimés. Elle est suivie par Christie's en 1766.